# Spirama
Genre
Synonymes
- Spiramia Walker, 1858

Spirama est un genre de lépidoptères (papillons) nocturnes de la famille des Erebidae.

## Systématique
Le genre Spirama a été décrit par Achille Guenée en 1852.
Il était auparavant classé dans l'ancienne sous-famille des Catocalinae dans la famille des Noctuidae, puis a été reclassé dans la famille des Erebidae, sous-famille des Erebinae.

## Caractéristiques
Les espèces composant le genre Spirama résident dans l'écozone indomalaise et dans l'écozone australasienne, avec quelques espèces dans l'extrême oriental du paléarctique,, et seulement une dans l'écozone afrotropicale.
Quelques membres de ce genre, comme S. helicina, S. indenta, S. recessa, S. remota et S. sumbana, ont un motif à fonction déimatique aux ailes, visible quand le papillon se trouve en position de repos. Ce dessin, qui ressemble à la face d'un serpent avec la bouche entrouverte, peut intimider des attaquants potentiels. Il est plus évident parmi les femelles qui sont, en géneral, de couleurs plus claires que les mâles.
|  |  |  |

## Liste des espèces
- Spirama biformis Hulstaert, 1924
- Spirama capitulifera Prout, 1919
- Spirama euphrages Prout, 1924
- Spirama euspira (Hubner, 1823)
- Spirama glaucescens Butler, 1893
- Spirama griseisigma Hampson, 1913
- Spirama helicina Hübner, [1831]
- Spirama inconspicua Herrich-Schäffer, [1854]
- Spirama indenta Hampson, 1891
- Spirama kalaoensis Swinhoe, 1904
- Spirama miniata Wallengren, 1856
- Spirama paecila (Guenée, 1852)
- Spirama recessa Walker, 1858
- Spirama remota Felder, 1861
- Spirama retorta Clerck, 1764
- Spirama sumbana Swinhoe, 1904
- Spirama triloba Guenée, 1852
- Spirama voluta Felder & Rogenhofer, 1874